# Iso Kuolajärvi
Iso Kuolajärvi är en sjö i kommunen Kittilä i landskapet Lappland i Finland. Sjön ligger 333,2 meter över havet. Arean är 1,04 kvadratkilometer och strandlinjen är 5,67 kilometer lång. Sjön  ingår i Kemi älvs huvudavrinningsområde.   Den ligger omkring 200 kilometer norr om Rovaniemi och omkring 900 kilometer norr om Helsingfors. 